# 100%男女交際
「100%男女交際」（ひゃくパーセントだんじょこうさい）は小泉今日子の18枚目のシングル。1986年4月30日にビクター音楽産業から発売された。

## 概要
インパクトの強さが功を奏し、商業的にも成功を収めた前作「なんてったってアイドル」の次のシングルということもあり、今後の作品はどうしようかとスタッフは頭を悩ませていた。当初はナショナル（現・パナソニックグループ）のコマーシャルで放送されていたフレーズ ″明るいナショナル″ を意識した「明るい男女交際」のタイトルで3月21日に発売の予定だったが、制作陣が思案に暮れたこともあり、本作のリリースは「なんてったってアイドル」から5か月のスパンが空くこととなった。延期になると共にタイトルが変更された。本人は『オールナイトニッポン』で「最低のタイトル。あたしは元の「明るい男女交際」でいいと思うんだけど。」と発言している。編曲を担当した山川恵津子も、状況の変化に巻き込まれアレンジのやり直しを求められるなど、通常の1曲を手掛けるよりも遥かに制作時間が上回ったと述懐している。当時の音楽業界には、ヒット曲はイントロで決まると言っても過言ではないという常識があり、山川は、派手な楽曲の中にもお洒落な感じを忍ばせたいと考えアレンジを手掛けたといい、同年秋に日本レコード大賞の編曲賞にノミネートされていると聞いて、報われる思いがしたと振り返っている。
ノベルティ・グッズで、秋元康作詞による「あぶない男女交際」がテープ音源で存在する。
1991年11月には8cmCDがリリースされている（カップリングは「なんてったってアイドル」）。

## 収録曲

### 100%男女交際
1. 100%男女交際 (3分52秒)
作詞：麻生圭子／作曲：馬飼野康二／編曲：山川恵津子
2. 自由な太陽 (4分5秒)
作詞：荒木とよひさ／作曲：山崎稔／編曲：山川恵津子

### なんてったってアイドル／100%男女交際
1. なんてったってアイドル
作詞：秋元康／作曲：筒美京平／編曲：鷺巣詩郎
2. 100%男女交際
作詞：麻生圭子／作曲：馬飼野康二／編曲：山川恵津子
3. なんてったってアイドル（カラオケ）
4. 100%男女交際（カラオケ）

## 参考資料
- 松永良平:著『コイズミクロニクル〜コンプリートシングルベスト 1982-2017〜 初回特典「コイズミシングル～小泉今日子と50のシングル物語」』ビクターエンタテインメント、2017年5月17日。